# Bring Me Edelweiss
Bring Me Edelweiss ist ein Lied der österreichischen Band Edelweiss. Es erschien 1988 als Single. 1993 war es auch auf ihrem Album Wonderful World of Edelweiss enthalten.

## Entstehung und Inhalt
Der Pop-Dance-Song enthält etliche Samples anderer Künstler, dazu Scratching. Zudem wird in vielen Passagen gejodelt. Der Refrain ist von ABBAs SOS gecovert, wurde aber mit einem neuen Text versehen: „So when you really love me you should bring me Edelweiß“. Als Autoren gelten daher die ABBA-Mitglieder und -Songwriter Benny Andersson, Stig Anderson und Björn Ulvaeus sowie Klaus Biedermann, Paul Pfab, Martin Gletschermayer, Markus Moser und Walter Werzowa. Produzenten waren Martin Gletschermayer und Walter Werzowa.
Die Band ging zur Erstellung des Songs nach dem Buch The Manual (How to Have a Number One the Easy Way) von The KLF vor. Darin hatten Bill Drummond und Jimmy Cauty beschrieben, wie sie ihren Hit Doctorin’ the Tardis unter anderem mit Hilfe von Sampling anderer Künstler geschrieben hatten. Im Nachwort der Neuausgabe von 1998 wird eine Anfrage der Gruppe Edelweiss erwähnt: „We said ’We don’t need to [produce your concept], you can do it yourself,’ handed them a copy of The Manual and sent them packing back to Austria.“

## Musikvideo
Auch ein Musikvideo wurde zum Song gedreht. Darin wechseln unter anderem Comedy- und Klamaukszenen in der Bergwelt mit historischen Filmsequenzen ab.

## Rezeption
Der Song entwickelte sich insbesondere in Europa und Neuseeland zum Hit. Er erreichte die Spitzenposition der Charts in sechs Ländern und die Top 5 etlicher weiterer Länder. Die Nummer eins wurde in der Schweiz, Österreich, Schweden, Finnland, Dänemark und Neuseeland erreicht. Platz zwei erzielte der Song unter anderem in Deutschland, Norwegen, den Niederlanden sowie in Belgien (Flandern).